# Ivan Repetto
Ivan Repetto – argentyński zapaśnik walczący w stylu klasycznym. Brązowy medalista mistrzostw Ameryki Południowej w 2019 roku.